# Uniwersytet Medyczny w Warnie
Uniwersytet Medyczny w Warnie im. Paraskewa Stojanowa (bułg. Медицински университет „Проф. д-р Параскев Стоянов“) – bułgarska publiczna szkoła wyższa, zlokalizowana w Warnie.
Uczelnia została założona w 1960 roku jako Wyższy Instytut Medyczny. Za oficjalną datę uznaje się 1 października 1961 - pierwszy dzień roku akademickiego, w którym uczelnia zaczęła kształcić studentów. 
W 1995 roku bułgarskie Zgromadzenie Narodowe zdecydowało o przemianowaniu instytutu w Uniwersytet Medyczny. W 2002 roku patronem uczelni został bułgarski chirurg i anarchista Paraskew Stojanow (1871-1941).  

## Struktura organizacyjna
- Wydział Medycyny
- Wydział Stomatologii
- Wydział Farmacji
- Wydział Zdrowia Publicznego